# 21685 Francomallia
21685 Francomallia è un asteroide della fascia principale. Scoperto nel 1999, presenta un'orbita caratterizzata da un semiasse maggiore pari a 2,8926338 UA e da un'eccentricità di 0,0744588, inclinata di 0,99668° rispetto all'eclittica.
L'asteroide è dedicato all'astronomo amatoriale italiano Franco Mallia.